# کالی روچا
کالی روچا (انگلیسی: Kali Rocha؛ زادهٔ ۵ دسامبر ۱۹۷۱) یک هنرپیشه اهل ایالات متحده آمریکا است. وی از سال ۱۹۹۶ میلادی تاکنون مشغول فعالیت بوده‌است.
از فیلم‌ها یا برنامه‌های تلویزیونی که وی در آن نقش داشته است می‌توان به ملاقات با والدین، پاییز در نیویورک، اولئاندر سفید، چیز مورد علاقه من، اثر موج‌دار و ایستگاه فضایی ۷۶ اشاره کرد.